# الفرق بین الفرق
الفرق بین الفراق کتابی است از محقق شافعی عبدالقاهر بغدادی (۹۸۰–۱۰۳۷ میلادی) که به تشریح مواضع اعتقادی فرقه ها و تفرقه های مختلف در اسلام می پردازد. به گفته نویسنده، این کتاب که به عنوان توضیحی بر حدیث افتراق نوشته شده است، این حدیث را شرح می دهد، عقاید مختلف ۷۲ فرقه «ضلال» را بیان می کند و به گفته نویسنده با توضیح عقاید اسلام سنی پایان می یابد.  این کتاب همچنین مواضع اعتقادی فرقه‌هایی را که مشمول حدیث نمی‌شوند، بیان می‌کند.
کتاب به شیعه دوازده امامی نمیپردازد ولی دکتر محمد جواد مشکور در ترجمه فارسی کتاب توضیحاتی را بعنوان آخرین بخش اضافه میکند.

## حدیث نبوی
بغدادی سه روایت از حدیث را بر می شمارد. پیامبر اسلام به ابوهریره میگوید:
   یهودیان به ۷۱ فرقه و مسیحیان به ۷۲ فرقه و قوم من به ۷۳ فرقه تقسیم می شوند...۷۲ تا از آنها گمراه هستند و تنها یکی درست است و به بهشت میرود.

## ۷۲ فرقه
کتاب ابتدا ۷۲ فرقه گمراه را توضیح میدهد. این قسمت از کتاب به هشت بخش تقسیم شده و به شرح زیر است:
1. شرح آراء رافضه
2. شرح آراء خوارج
3. شرح آرای معتزله و کدریه
4. شرح آرای دراریه و بکریه و جهمیه
5. شرح آراء کریمیه
6. شرح آرای انسان گرایان در میان فرقه های متعددی که ذکر کردیم
7. شرح آرای مرجیه
8. شرح آراء نجاریه

در زیر هر بخش تعدادی فرقه مشخص شده است.

## فرقه درست[۲]
کتاب با تبیین اعتقادات اهل سنت در ۱۵ نکته به پایان می رسد. این نکات موضوعات ذیل را در بر می گیرد:

### جهان
می نویسد که اهل سنت «واقعیت ها و معرفت ها را به ویژه و به طور کلی» تأیید می کند. همچنین می نویسد که مؤید علم به آفرینش جهان و حوادث آن است، یعنی خداوند خالق هر دو است.

### صفات خداوند
عقاید مختلف اهل سنت را در مورد خدا بیان می کند.

### رسولان و پیامبران
موضع اهل سنت را در مورد صحت نبوت و صفات آن ترسیم می کند. او همچنین تمایز پیامبران و رسولان را بیان می کند.

### اجماع مسلمانان
نکات مختلفی را بیان می کند که معتقد بود امت اسلامی بر آن توافق داشته اند.

### آخرت
وقایع مختلفی را که اهل سنت تایید کرده‌اند در آینده رخ خواهد داد، از جمله جاودانگی بهشت و جهنم بیان می‌کند.

### خلافت
موضع اهل سنت را در مورد فتنه اول ترسیم می کند و او می نویسد:
   آنها [خلافت] ابوبکر را پس از پیامبر تأیید می کنند...بر وفاداری عثمان تأکید می کنند و از هرکسی که او را کافر می خواند دوری می کنند. خلافت علی را در زمان خودش می شناسند. آنها علی را در جنگ‌هایش به درستی قضاوت می‌کنند... و اظهار می‌کنند که طلحه و زبیر توبه کردند و از جنگ با علی کناره‌گیری کردند... در مورد صفین حکم می‌کنند که حق با علی بود، در حالی که معاویه و یارانش به او ستم کردند و گناهکار شدند اما بدعت گذار نشدند.